# 宮川満
宮川 満（みやかわ みつる、1917年10月14日 - 2003年12月31日）は、日本の歴史学者・家政学者・家庭科教育学者。

## 経歴
滋賀県出身。1941年、広島文理科大学史学科国史学専攻に入学し、1944年に卒業。兵役ののち、1947年から京都大学大学院在籍。1950年滋賀県立短期大学助教授、1953年大阪学芸大学助教授、大阪教育大学（校名変更）教授、1983年定年退官、名誉教授。1961年「太閤検地論」により広島大学から文学博士の学位を授与される。1984年羽衣学園理事長、羽衣学園短期大学学長。

## 著書
- 『太閤検地論 第2部 (太閤検地の基礎的研究)』御茶の水書房 1957
- 『太閤検地論 第1部 (日本封建制確立史)』御茶の水書房 1959
- 『太閤検地論 第3部 (基本史料とその解説)』御茶の水書房 1963
- 『家族の歴史的研究』日本図書センター 1983
- 『宮川満著作集』全8巻　第一書房

1　荘園村落・農民の動向　1998
2　摂河泉の荘園 　1999
3　中世社会の諸問題 1999
4-6　太閤検地論 増補改訂　1999
7　近世村落の諸問題 1999
8　家・家族の歴史と婚姻習俗　2000

### 共著編
- 『大山村史』編 大山財産区 1964
- 『家政学原論』宮下美智子共著 家政教育社 1981

## 注
1. 1 2  署名無し 1983
2. 1 2 3 4 5  宮下美智子 2004
3. ↑  『官報』第4314号、昭和16年5月28日、p.1019.NDLJP:2960812/20
4. ↑  “書誌事項（CiNii Dissertations）”.   国立情報学研究所. 2017年6月9日閲覧。
5. ↑  『現代日本人名録』1987年